# 伊瑟·肯娜達
伊瑟·肯娜達（Esther Cañadas；1977年3月1日—），來自西班牙的超級名模、演員。她於九十年代的時尚圈極為活躍。

## 演出作品
- 《偷天遊戲》（The Thomas Crown Affair）

## 外部連結
- Esther Cañadas在互联网电影资料库（IMDb）上的資料（英文）
- Esther Cañadas於模特兒目錄（Fashion Model Directory）的相關資料
- AskMen.com介紹
- 與Vogue的訪談